# Janires
Janires Magalhães Manso, ou simplesmente Janires (Vitória, 22 de maio de 1953 — Três Rios, 11 de janeiro de 1988), foi um cantor, compositor, produtor musical, arranjador e multi-instrumentista brasileiro. Iniciou sua carreira no fim da década de 1970, sendo mais conhecido como o principal responsável pela modernização da música cristã ocorrida na década de 1980. De família pobre e filho de mãe solteira, passou parte de sua juventude tendo forte contato com a música, no entanto, mais tarde envolveu-se com o uso de drogas. Após ser preso e permanecer durante um tempo em uma casa de recuperação se tornou cristão. A partir disso, voltou-se à suas atividades musicais.
Foi o fundador e um dos vocalistas do Rebanhão, a primeira banda de rock cristão do Brasil a alcançar notoriedade nacional. No conjunto, compôs várias canções, destacando-se "Baião" e "Casinha". O primeiro trabalho do grupo foi Mais Doce que o Mel, lançado em 1981 e que foi alvo de críticas de líderes religiosos por usar sonoridades até então proibidas nas igrejas, como guitarras distorcidas e letras contextualizadas com a realidade social e econômica da época. Porém, a banda fez sucesso com o público jovem, apresentando uma nova musicalidade para aquela geração. O último trabalho de Janires no grupo foi o álbum Janires e Amigos, considerado o primeiro disco cristão gravado ao vivo no Brasil, lançado em 1985. Após isso, deixou o grupo, mas mantendo sempre contato com seus membros.
Após sair do Rebanhão, mudou-se para Belo Horizonte, cidade onde passou a apresentar um programa numa rádio, além de fazer um trabalho de evangelização com jovens na Mocidade para Cristo. Na mesma época fundou a Banda Azul, que mesmo antes de lançar o primeiro trabalho já tinha uma certa notoriedade no segmento. Antes mesmo do lançamento de Espelho nos Olhos, Janires foi vítima de um fatal acidente de trânsito em janeiro de 1988, tendo seu corpo sepultado em Brasília. Seu trabalho lançado naquele ano recebeu grande aclamação do público.
Mesmo com sua curta carreira, o cantor é considerado um dos maiores compositores da música cristã contemporânea e suas obras já foram regravadas por vários músicos, além de ser influência para outros. Em reconhecimento de sua contribuição para a música foi homenageado por vários conjuntos e artistas num evento ao vivo registrado em CD, de título Tributo a Janires.

## Infância e juventude
Capixaba, Janires nasceu em Vitória, capital do Espírito Santo. Seu pai biológico ele não conheceu, vivendo o início de sua vida com sua mãe, chamada Luzia, na época jovem. Desde sua infância não entendia as explicações e conselhos de sua mãe, quando se envolveu com as drogas aos doze anos de idade, vivendo em tal realidade durante cerca de sete anos.
Logo foi preso em flagrante, entretanto com a luta de Luzia e de outra mulher conseguiu ser transferido para o Desafio Jovem em Brasília. Com o apoio de um professor chamado Gaudino, o futuro músico e sua mãe conheceram o cristianismo naquele local. Janires permaneceu lá por nove meses, criando laço com as pessoas que trabalhavam no local. Entretanto, teve que passar por julgamento, onde foi condenado a um ano de prisão e pagamento de onze salários mínimos. Porém seu nome foi trocado com o de outro preso, e Janires acabou voltando ao Desafio Jovem.
Naquele local, passou a atuar na música, escrevendo suas primeiras composições cristãs. Permaneceu no Desafio Jovem, até que recebeu sua liberdade.
Os antigos amigos de Janires voltaram à procurá-lo, e ele não resistindo voltou a usar drogas. Após seis meses, Arlete, coordenadora do Desafio Jovem e que possuía grande amizade com o cantor o levou para São Paulo, onde frequentou a igreja do Tio Cássio e finalmente se firmou no protestantismo.

## Carreira

### Início e formação do Rebanhão (1975-1979)

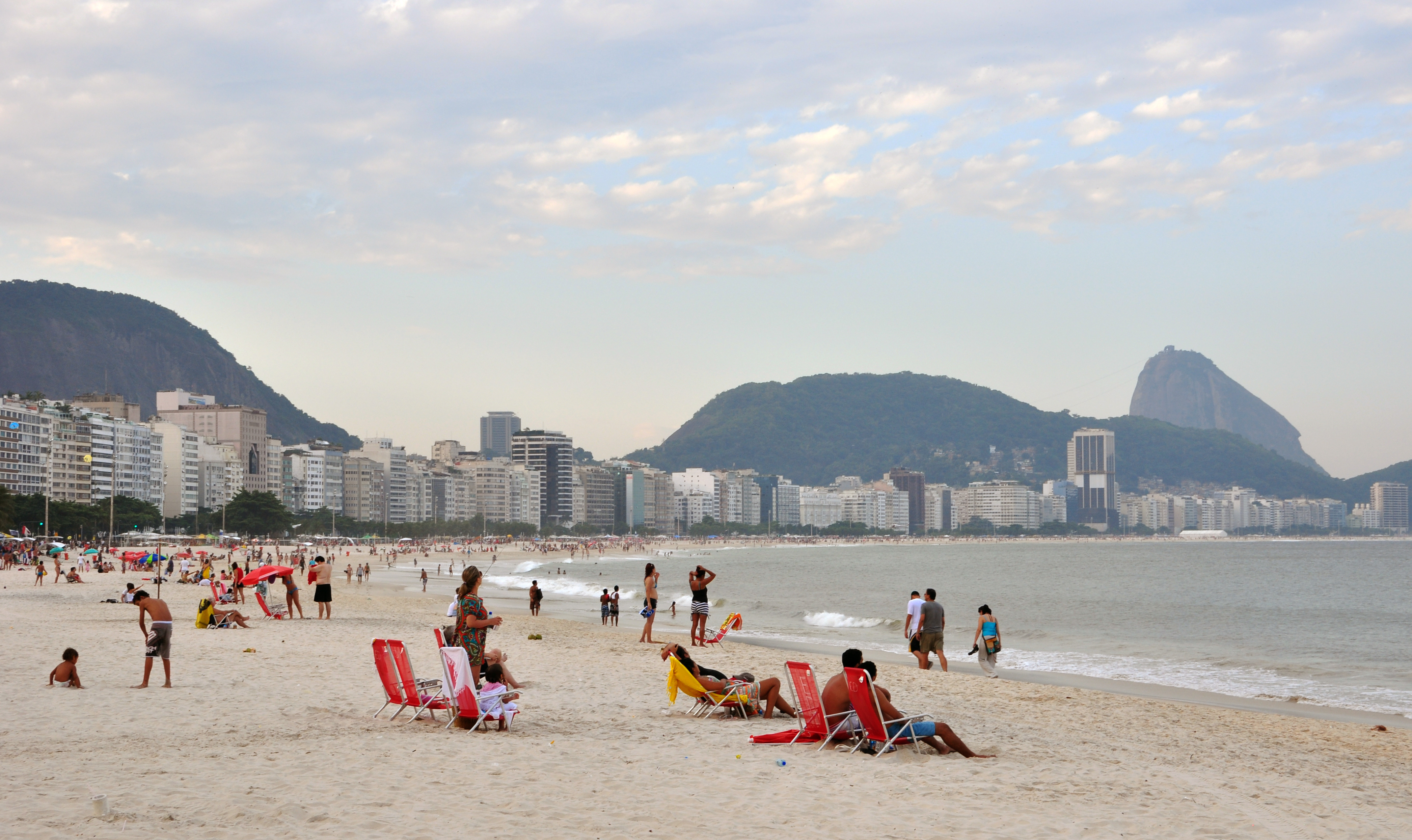
Copacabana, bairro que se localizava uma igreja a qual Janires frequentava.

Na capital paulista, formou um grupo chamado "Rebanhão"(Janires Magalhães voz e violão, Jerubal Liasch na bateria, Jeziel Liasch no Baixo, Pipa na percussão, Neidinha no teclado, Carrá que as vezes substituia Pipa na percussão,e Mike que as vezes fazia baixo). Mais tarde, o deixou e mudou-se para o Rio de Janeiro com seus pertences: uma bolsa, caixas, amplificadores, uma mesa de som de vinte e quatro canais e sua lendária Fita K7 REBANHÃO, patrocinada pelo Pr.Pedro Liasch. Lá conheceu Pedro Braconnot, que seria seu seguidor e um dos futuros líderes do novo Rebanhão.
Num dia, os dois foram assistir um ensaio de vários músicos, nomeadamente Paulo Marotta, Kandel Rocha e André Marien. Pedro e Janires os convidaram para ingressarem na nova banda que ele formava, e aceitaram. Para finalizar, o grupo integrou o guitarrista e cantor Carlinhos Félix.
Paulo Marotta conta que conheceu o fundador do Rebanhão em 1979 em reuniões na igreja Presbiteriana de Copacabana, e que sua aparência ia totalmente contra aos padrões de beleza da época: Moreno, cabelos desgrenhados, magro e esguio, usando um macacão jeans desbotado. Seus dentes eram brancos e o sorriso, segundo ele era inconfundível. Suas palavras eram diferentes e boas, unindo suas experiências de vida, além de suas composições, que sempre traziam palavras de louvor a Jesus. Os sermões às vezes eram muito diferentes do que os pregadores costumavam dar, muitas vezes severos. Da mesma forma que aparecia, sumia. Ele também conta que com seus pertences trazia várias cópias em fita cassete do conjunto que formou em São Paulo, que traziam várias canções que futuramente fariam parte do primeiro trabalho daquela banda.
| “ | A capa da fita, em papel cartão acetinado com a impressão em dourado da silhueta de uma pastor com um cajado na mão e uma ovelha ao seu lado, dizia tudo. Na aba menor os títulos: "Jesus, Filho do Homem", "Baião", "Casinha", "Arco-Iris" eram uma pequena amostra da genialidade do seu compositor. A fita era absolutamente revolucionária. O repertório, eclético: uma mistura original de rock rural, tendendo para o progressivo, com canções bucólicas carregadas de fraseados poéticos. | ” |

### Mais Doce que o Mel,Luz do MundoeJanires e Amigos(1981-1985)

Capa do LP Mais Doce que o Mel, de 1981. Janires aparece abaixo à direita, com a camisa aberta, olhando para cima sorrindo.

Marotta também contou que no Rebanhão todos tinham liberdade de produzir, e que Janires era totalmente inusitado. A gravação do primeiro trabalho do grupo foi envolvida em várias dificuldades. Mais Doce que o Mel foi lançado pela gravadora Doce Harmonia em 1981, em uma repercussão que superou a expectativa dos integrantes. A partir daí, o Rebanhão se tornou conhecido, mas também tendo o seu trabalho criticado por mesclar ritmos e usar instrumentos proibidos dentro de grande parte das igrejas, também acusado de conter mensagens subliminares. Porém, Mais Doce que o Mel chegou a vender mais de cento e cinquenta mil cópias no Brasil. O repertório do LP conteve várias canções de autoria de Janires, como "Baião" e "Casinha", que se tornaram algumas de suas composições mais conhecidas no meio cristão.
Em 1983, é lançado o segundo álbum do grupo, Luz do Mundo, onde o cantor também participou. Em plena época de ditadura no Brasil, Janires ironizou as políticas e a gestão do governo militar. Neste disco do Rebanhão, expressa sua opinião de forma clara em versos da música "Casa no céu": "Lá não terá vizinho reclamando o aumento da gasolina", "Lá não terá buraco no meio da rua", "Lá não terá trombadinha nem trombadão desrespeitando os 80km/h fugindo da poluição". No mesmo trabalho critica a forma de vida das pessoas, na música "Hoje sou Feliz": "E descobri que moro num país da América do Sul cheio de super-homens voando e bebendo de boteco em boteco, que os ídolos seduzem as meninas e os mocinhos e bandidos se matando nas esquinas, ah como dói, saber que não é sonho de criança o que vai pelo País".
Em dezembro de 1984, o Rebanhão gravava o primeiro álbum ao vivo da música cristã brasileira, o LP Janires e Amigos, gravado no auditório da Rádio Boas Novas em comemoração aos dez anos de conversão de Janires, onde o cantor, juntamente com o Rebanhão prestaram homenagens a vários amigos. O disco foi lançado em 1985.

### Banda Azul eEspelho nos Olhos(1985-1987)

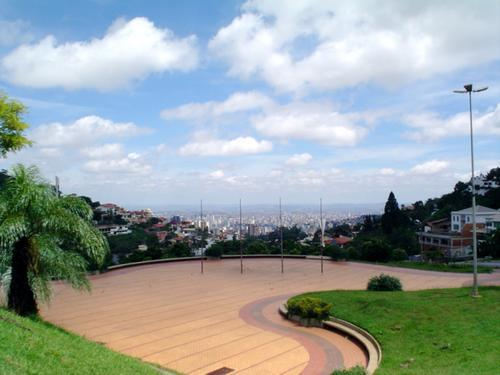
Praça Israel Pinheiro, um dos locais onde a Banda Azul se apresentou antes da gravação de Espelho nos Olhos.

Após a gravação de Janires e Amigos, Janires deixou o Rebanhão, indo para Belo Horizonte, onde fundou a Banda Azul. Segundo Paulo Marotta, sua saída causou dores para os membros que permaneceram, já que ele foi o fundador e mentor do grupo, porém não perderam o contato, sempre aconselhando ou ajudando a banda. Ele não se acomodara com o sucesso, e decidia, segundo uma direção de Deus a tomar novos projetos.
Na capital mineira, o cantor passou a trabalhar na Mocidade para Cristo (MPC). Também passou a apresentar um programa numa rádio chamado "Ponto de encontro", também gravando um álbum de nome homônimo, cantando as canções "Casinha" e "Paz pra Cidade", sendo esta última juntamente com o Rebanhão. No mês de maio daquele ano, Janires foi à Goiânia para rever o jogador de futebol Baltazar, um de seus amigos. Na época também conheceu Carlinhos Veiga.
Junto com vários músicos passou a cantar, pregar e conduzir o louvor na MPC perante uma multidão de jovens, e nas segundas feiras, no conhecido "Clubão". Após voltar de uma temporada nos Estados Unidos, o músico estava entusiasmado para fazer um novo trabalho. Após um fato inusitado num restaurante localizado no Terminal Rodoviário de Belo Horizonte, escolheu o nome da nova banda que formava: Banda Azul.
Em julho de 1987, ele e a Banda Azul realizaram aquele que seria o último trabalho de Janires, Espelho nos Olhos. O trabalho foi gravado num estúdio do Rio de Janeiro. Porém, com sua morte no início do ano seguinte o trabalho seria lançado após seu falecimento, em maio de 1988.

### Morte (1987-1988)
Em 11 de janeiro de 1988, saindo do Rio de Janeiro, Janires partiu em um ônibus em direção a Belo Horizonte. Quando este passava na madrugada deste dia no município de Três Rios, por volta das três e meia da manhã ocorreu um acidente fatal na região, a qual o ônibus se envolveu. O cantor faleceu no local. Ele deveria chegar à cidade naquele dia para participar do "Clubão", um público de mil jovens o esperavam, mas ele não apareceu. Amigos da MPC em Petrópolis reconheceram o corpo, e logo foi avisado para o escritório da instituição em Belo Horizonte sobre a fatalidade.
Dois dias depois, Janires era velado em Brasília, e às três horas da tarde era realizado um culto na Igreja Nova Vida. Então foi levado ao Cemitério Campo da Esperança Esperança, onde foi enterrado. No funeral, compareceram amigos e pessoas próximas, como os integrantes da banda Azul, Carlinhos Félix, Carlinhos Veiga, a mãe do músico e o professor Gaudino do Desafio Jovem.

## Vida pessoal
Amigos de Janires contam que ele, apesar de um dos mais bem sucedidos e famosos do meio cristão na época, não tinha muitos pertences. Vivia da música. Se recebesse muito dinheiro e visse alguém que precisasse mais que ele, dava ao necessitado.
Segundo Paulo Marotta, o cantor também não se preocupava em constituir família, ter bens materiais ou bom emprego. Buscava sempre pregar aquilo que acreditava às pessoas. Um de tais momentos foi dentro de um ônibus, quando um policial revistava as pessoas e o músico aproveitou o momento em que a autoridade verificava seu pertences e disse sobre Jesus às pessoas que estavam no veículo. Fingindo-se de louco, gritando e correndo em Copacabana dizendo "Jesus, Jesus!" ajudou a afugentar marginais que incomodavam duas mulheres no bairro.
Anos antes de sua morte, seu pai biológico reapareceu, e Janires foi convidado a conhecê-lo. Porém, ele negou dizendo que naquele momento sua família eram aqueles que viviam em sua volta e admiravam seu ministério.
Quando foram reunidas todas as suas posses, Paulo Marotta conta que mal deram para encher duas bolsas. Seus principais pertences eram o seu violão, roupas e sua velha bíblia. O músico possuía um modo peculiar de se vestir e expressar na sociedade, sendo uma influência para os jovens.

## Estilo musical e influências
A música de Janires por muitas vezes fundiu o rock com ritmos brasileiros, como o baião, a música popular brasileira e o choro. Entre músicos do Brasil, Zé Rodrix, Taiguara, Ivan Lins, 14 Bis, Raimundo Fagner, Gonzaguinha e Mutantes eram algumas de suas influências, dentre bandas e artistas do exterior, como Pink Floyd, The Beatles, Genesis, dentre outros.
As letras e sonoridades contidas em suas canções surgiam numa época em que na maior parte das igrejas cantavam-se hinos usando piano e órgão. O violão acabava de ser aceito nas congregações, entretanto a guitarra, bateria, baixo e os sintetizadores eram vistos com maus olhos pelas autoridades eclesiásticas. O músico tratou em suas letras o cotidiano humano e fazendo um contraste com a vida em Jesus Cristo.
| “ | Ironizava os políticos corruptos, os comerciais da TV, parodiava filmes e novelas, falava das realidades, de sonhos, fracassos e frustrações, do pecado e da miséria resultante, para apresentar, em fulgurante contraste, a estonteante luz, a estupenda graça e a infinita paz de Jesus Cristo. | ” |

Na sua composição mais conhecida, "Baião", Janires faz uma análise da situação social do planeta: "Sem Jesus Cristo é impossível se viver nesse mundão, até parece que as pessoas estão morando no sertão, é faca com faca, é bala com bala, metralhadoras e canhões, até parece que a faculdade só tá formando lampiões... e o dinheiro anda mais curto do que perna de cobra..."

## Legado
Janires é frequentemente apontado como um dos responsáveis pela modernização da música cristã. Suas composições e seu modo peculiar de vida cristão serviram de influência para vários músicos. O Rebanhão e a Banda Azul, criações suas são apontadas precursoras do chamado movimento gospel, que ganhou força na década de 1990.
Vários músicos contemporâneos, além dos de sua época declaravam serem influenciados, ouviam ou regravaram canções de sua autoria gravadas pelo Rebanhão e a Banda Azul, como Luiz Arcanjo, Carlinhos Felix, Marcos Almeida, Alex Gonzaga, Paulo César Baruk, Bruno Branco, Marcus Salles,
No ano de 2003, um grupo de músicos protestantes se reuniu no Acampamento Som do Céu, em Belo Horizonte e interpretaram algumas composições do cantor. A produção foi da Mocidade para Cristo do Brasil (MPC). As músicas foram interpretadas por Banda Azul, Baixo e Voz, Verso Livre, Cia de Jesus, Expresso Luz, Nelson Bomilcar, Jorge Camargo, Paulinho Marotta, Banda MPC e Carlinhos Veiga. A gravação ao vivo foi intitulada Tributo a Janires.

## Discografia
Em sua vida, Janires gravou várias obras. A primeira foi uma fita cassete gravada em 1979, não lançada. O repertório do trabalho foi distribuído no primeiro trabalho do Rebanhão, Mais Doce que o Mel. Luz do Mundo foi o segundo disco, lançado em 1983. Dois anos depois foi lançado seu primeiro álbum ao vivo e o único de sua carreira, Janires e Amigos. Após isso, Janires gravou com a Banda Azul Espelho nos Olhos em 1987. Porém, quando chegou às lojas Janires já estava morto.
- 1979: Rebanhão
- 1981: Mais Doce que o Mel
- 1983: Luz do Mundo
- 1985: Janires e Amigos
- 1988: Espelho nos Olhos